# 豪梅·福特
豪梅·福特（西班牙語：Jaume Fort，1966年7月25日—），西班牙男子手球运动员。他曾代表西班牙国家队参加1988年、1992年和1996年夏季奥林匹克运动会手球比赛，其中1996年奥运会获得一枚铜牌。